# Rubinoboletus balloui
Rubinoboletus balloui (рус. «Рубиноболет Балу») — гриб семейства Болетовые (Boletaceae).

## Биологическое описание
- Шляпка 5—12 см в диаметре, выпуклая, с возрастом становится почти плоской, нередко неправильной формы, с ровным, в молодом возрасте подвёрнутым краем и сухой, сначала ярко-оранжёвой или красно-оранжевой, затем тёмно-оранжевой или оранжево-коричневой поверхностью. При гидроксиде калия или аммония становится ярко-жёлтой.
- Мякоть белого цвета, на воздухе приобретает розовато-коричневатый оттенок или становится более тёмной, фиолетово-коричневой, без особого запаха и вкуса, реже горькая.
- Гименофор трубчатый, белого или серовато-белого цвета, с возрастом становится коричневатым или розоватым, при повреждении коричневеет. Трубочки угловатые, по 1—2 на мм², до 8 мм глубиной.
- Ножка 2,5—12 см длиной и 0,6—2,5 см толщиной, ровная или сужающаяся к основанию, без сеточки или со слабо заметной сеточкой в верхней части, беловатого, желтоватого или оранжеватого цвета, с возрастом темнеет.
- Споровый порошок светло- или красно-коричневого цвета. Споры бесцветные или светло-коричневые, 5—11×3—5 мкм, эллиптической формы, с гладкой поверхностью.
- Съедобен, однако иногда обладает горьким вкусом.

## Экология
Произрастает одиночно или небольшими группами, в лесах и на лесных полянах, обычно с дубом, буком и сосной.

## Сходные виды
- Tylopilus rhodoconius (Singer) T.J. Baroni, Both & Bessette.